# Frauenstein (Kärnten)
Frauenstein ist eine Gemeinde mit 3580 Einwohnern (Stand 1. Jänner 2025) im Bezirk St. Veit an der Glan in Österreich, im Bundesland Kärnten.

## Geographie
Die Gemeinde Frauenstein liegt direkt nordwestlich der Stadt St. Veit an der Glan in hügeliger Landschaft in Mittelkärnten. Das Gemeindegebiet umfasst große Teile der Wimitzer Berge und ist durch eine waldreiche Hügel- und Mittelgebirgslandschaft geprägt. Südlich des Hauptortes Kraig liegt der Kraiger See. Von dort sind es etwa 4 km in südwestlicher Richtung bis zum namensgebenden Schloss Frauenstein, hinter dem Kulm (873 m).

### Gemeindegliederung
Frauenstein ist in acht Katastralgemeinden (Dörfl, Grasdorf, Kraig, Leiten, Obermühlbach, Pfannhof, Steinbichl und Schaumboden) gegliedert. Das Gemeindegebiet umfasst folgende 52 Ortschaften (in Klammern Einwohnerzahl Stand 1. Jänner 2025):

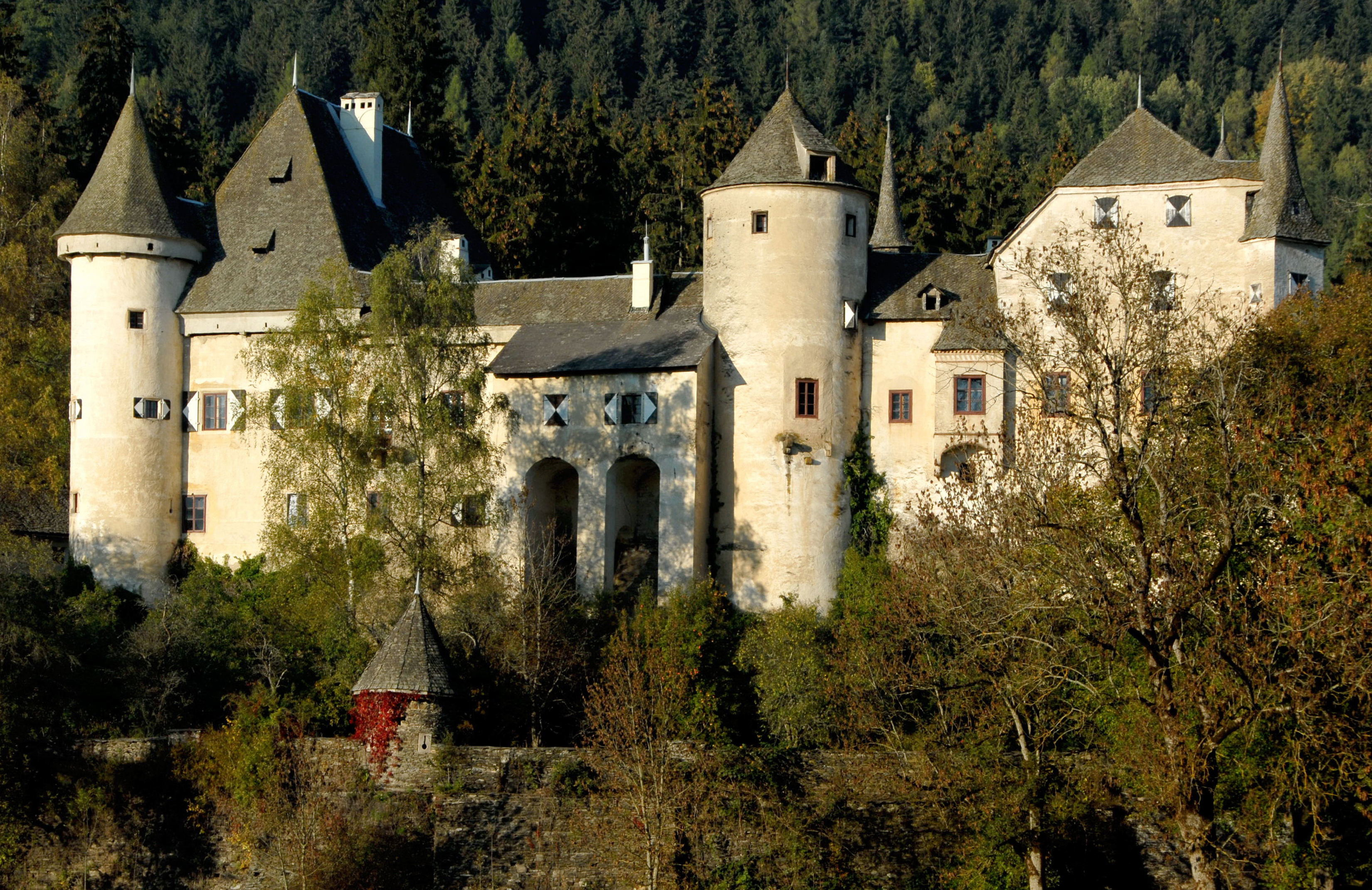
Schloss Frauenstein

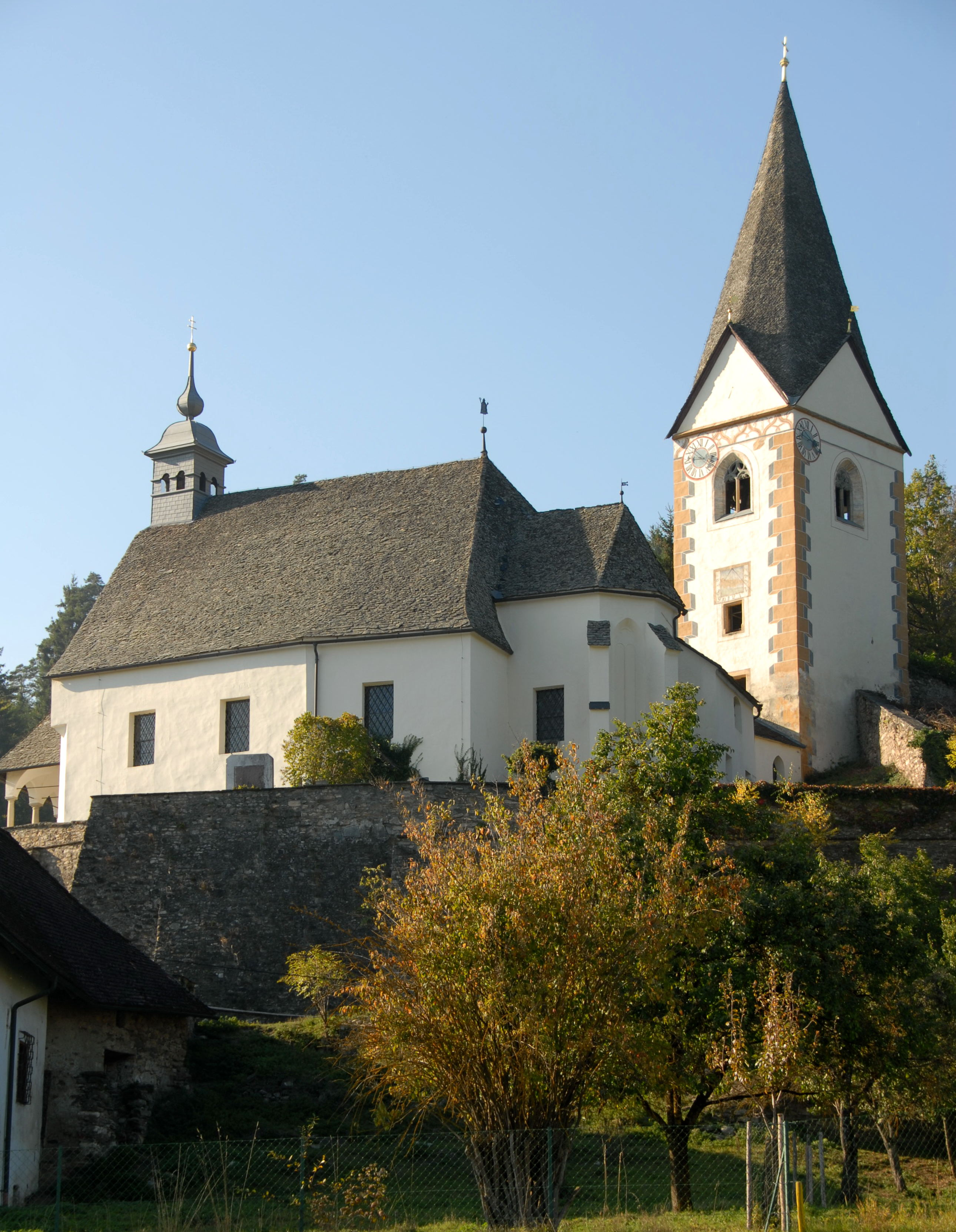
Propstei in Kraig

- Äußere Wimitz (13)
- Beißendorf (19)
- Breitenstein (26)
- Dörfl (4)
- Dornhof (121)
- Dreifaltigkeit (8)
- Eggen (37)
- Fachau (48)
- Föbing (11)
- Frauenstein (6)
- Gassing (79)
- Graßdorf (195)
- Grassen (11) samt Einöd
- Gray (16)
- Grua (3)
- Hammergraben (17)
- Hintnausdorf (60)
- Höffern (16)
- Hörzenbrunn (2)
- Hunnenbrunn (358)
- Innere Wimitz (32)
- Kraig (642)
- Kraindorf (18)
- Kreuth (16)
- Laggen (9)
- Leiten (26)
- Lorenziberg (2)
- Mailsberg (1)
- Mellach (37)
- Nußberg (30)
- Obermühlbach (112)
- Pfannhof (17)
- Pörlinghof (139)
- Predl (29)
- Puppitsch (46)
- Sand (135)
- Schaumboden (111)
- Seebichl (18)
- Siebenaich (2)
- Stammerdorf (20)
- Steinbichl (87)
- Steinbrücken (5)
- Stromberg (70)
- Tratschweg (49)
- Treffelsdorf (136)
- Überfeld (467)
- Weidenau (4)
- Wimitz (34)
- Wimitzstein (4)
- Zedl bei Kraig (8)
- Zensweg (202)
- Zwein (22)

### Nachbargemeinden
| Weitensfeld            | Gurk                                        | Mölbling      |
| Steuerberg Sankt Urban | Kompassrose, die auf Nachbargemeinden zeigt |               |
| Liebenfels             | Sankt Veit an der Glan                      | Sankt Georgen |

## Geschichte
Kraig wurde 1091, Schloss Frauenstein 1197 erstmals urkundlich erwähnt. Neben dem dominanten Wahrzeichen liegen auf dem heutigen Gemeindegebiet weitere, für die Ausbildung der mittelalterlichen Hauptstadt St. Veit wichtige Burgen und Schlösser, z. B. der Hauptsitz der Spanheimer, Burg Freiberg, oder die Kraiger Schlösser, auf denen die herzoglichen Truchsessen residierten, sowie die Burgen Nussberg und Schaumburg.
Bis zur Revolution von 1848 gehörte das heutige Gemeindegebiet zu den Herrschaften Kraigerberg und Nußberg. 1849/1850 wurden aus den bestehenden Katastralgemeinden die Ortsgemeinden Schaumboden, Obermühlbach und Pfannhof gebildet, von denen letztere 1899 durch Teilung in die Gemeinden Kraig und Meiselding erlosch. 1973 wurde die heutige Gemeinde Frauenstein aus den Gemeinden Kraig, Obermühlbach und Schaumboden sowie Teilen der Gemeinden Pisweg und Sankt Georgen am Längsee gebildet.

### Staatsbürgerschaft, Sprache, Religion
Die Gemeinde Frauenstein hatte 3.528 Einwohner (2001), davon besaßen 96,3 % die österreichische Staatsbürgerschaft. 96 % nannten Deutsch, 0,8 % Slowenisch als Umgangssprache.
Als Religionszugehörigkeit gaben 83,4 % römisch-katholisch, 6,6 % evangelisch, 1,4 % islamisch an. 7,3 % waren ohne religiösem Bekenntnis.

### Bevölkerungsentwicklung
In der Zeit von 1981 bis 2011 waren sowohl die Geburtenbilanz als auch die Wanderungsbilanz positiv.

## Kultur und Sehenswürdigkeiten
Auf den Hügeln der Gemeinde liegen viele Schlösser und Burgen (die meisten von ihnen sind heute Burgruinen), die im Mittelalter als Befestigungsanlagen für die damalige Residenzstadt von Kärnten, St. Veit gedient haben.

### Schlösser

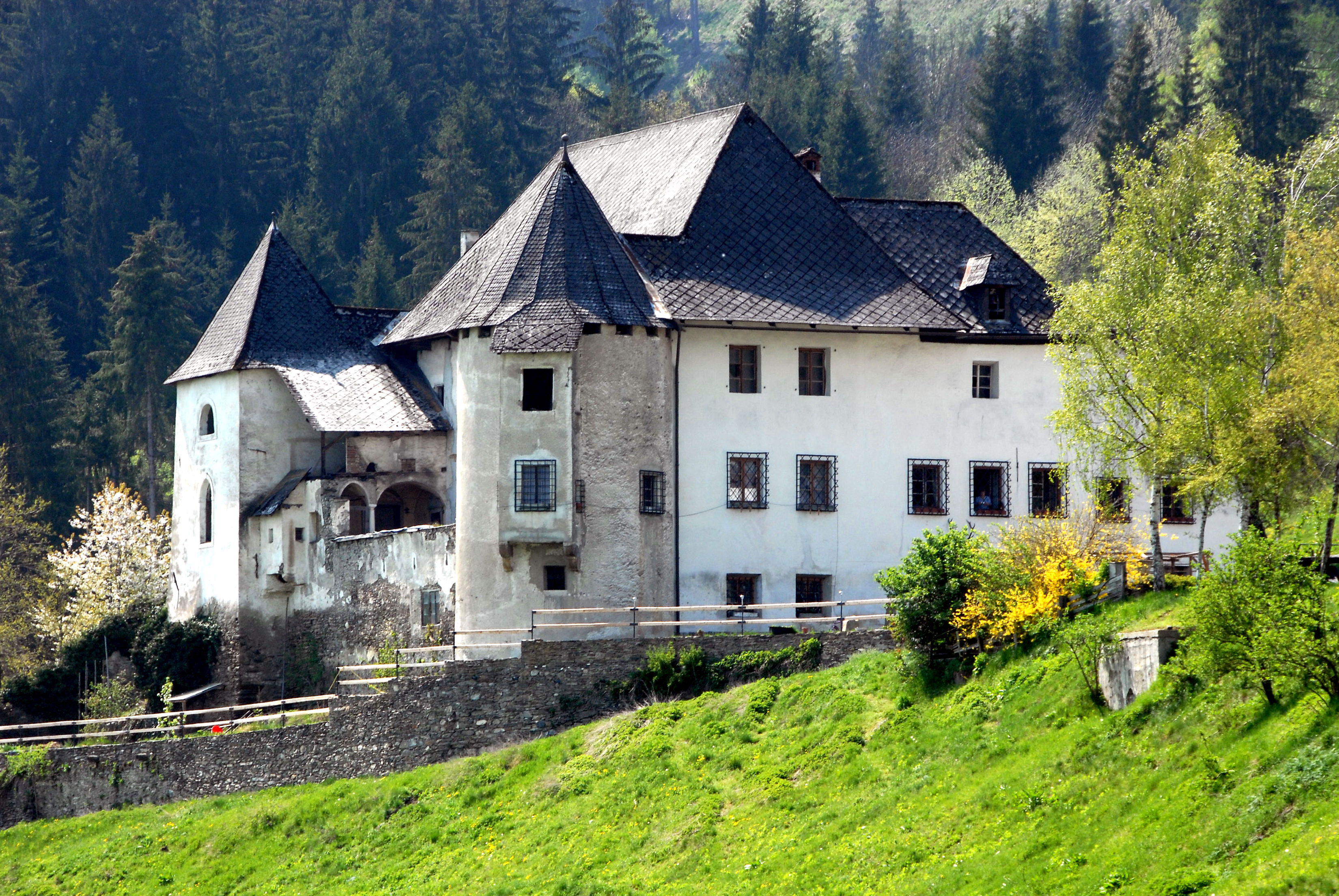
Schloss Dornhof

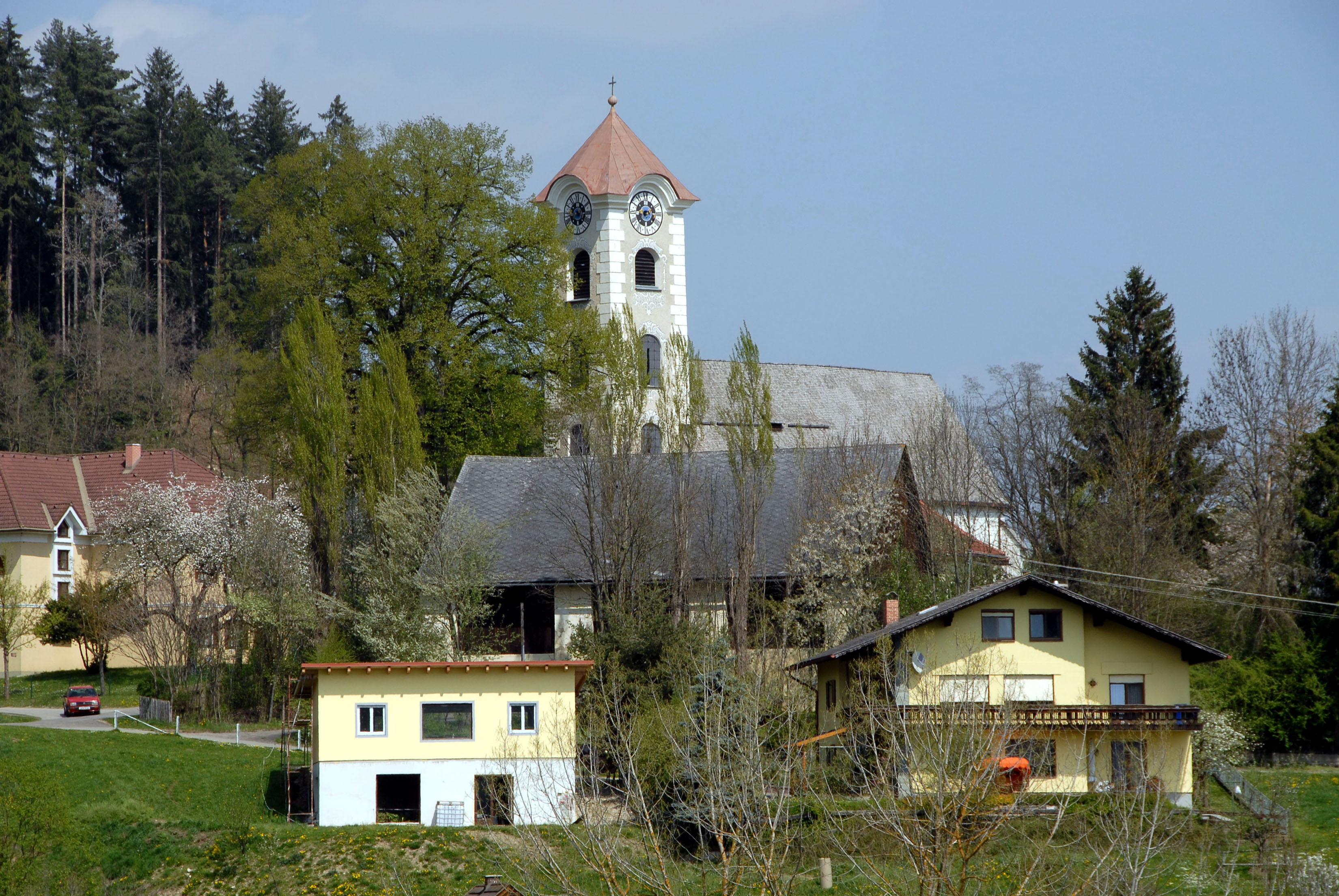
Pfarrkirche Obermühlbach

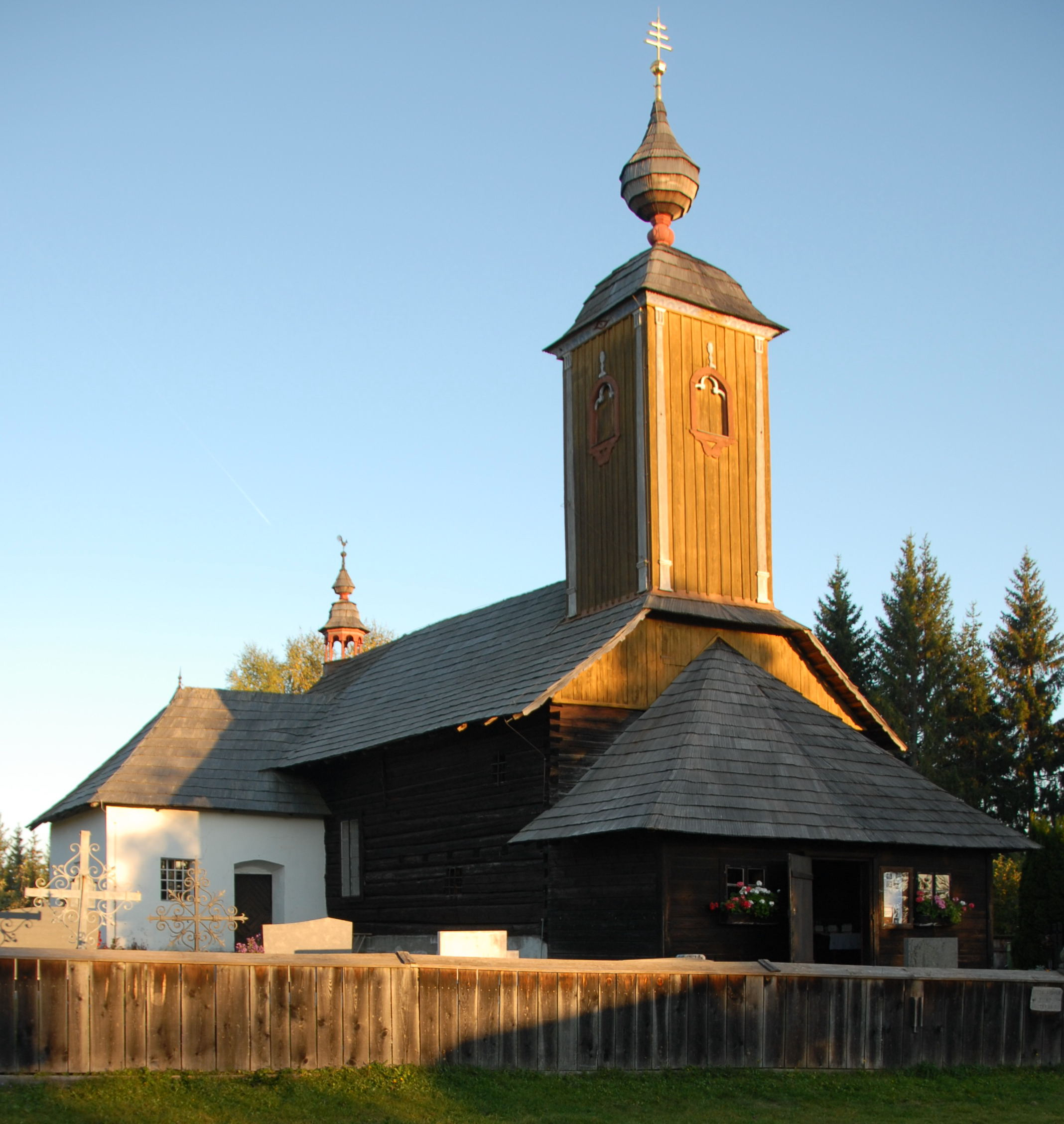
Dreifaltigkeitskirchlein

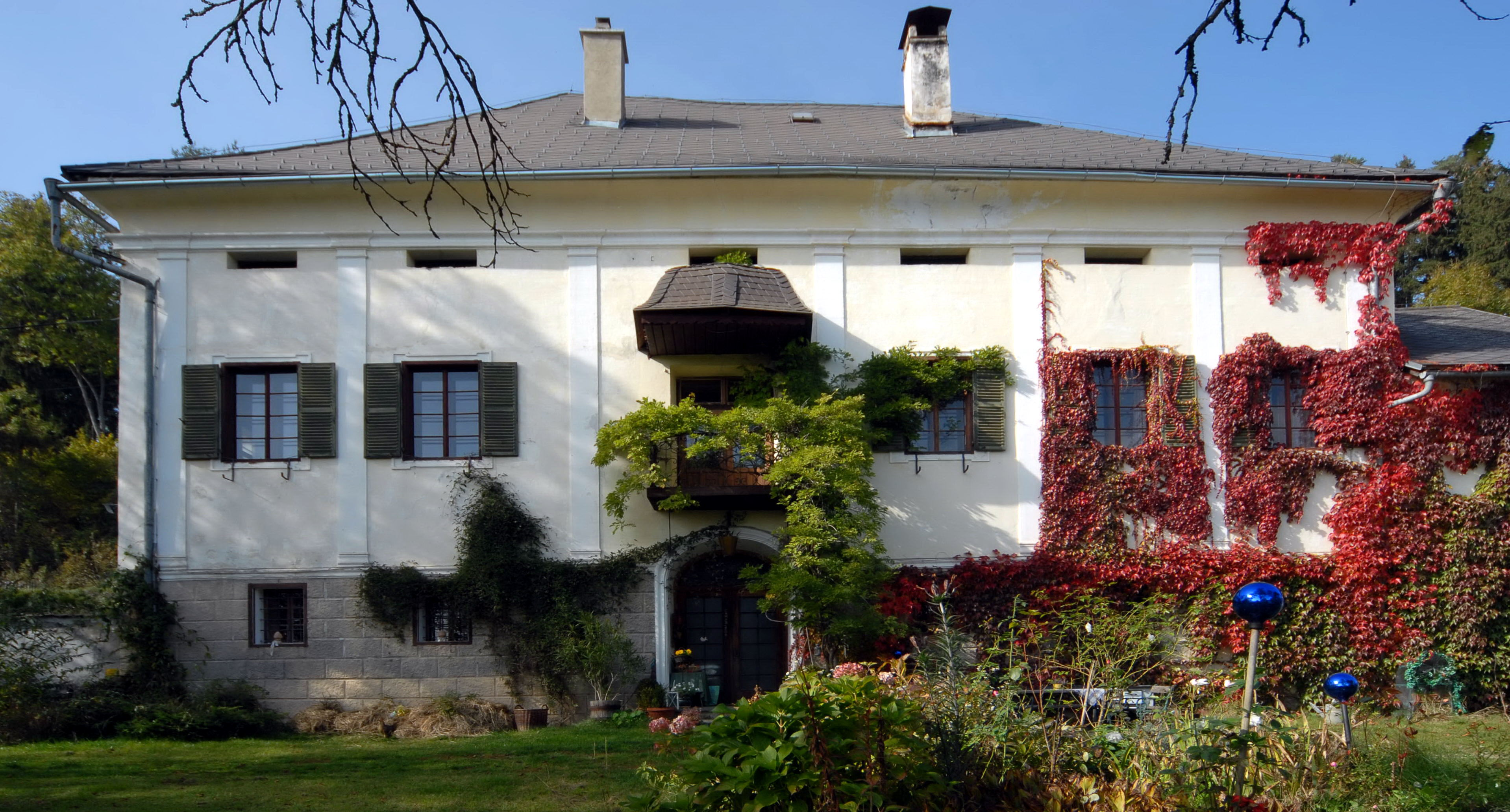
Schloss Pörlinghof

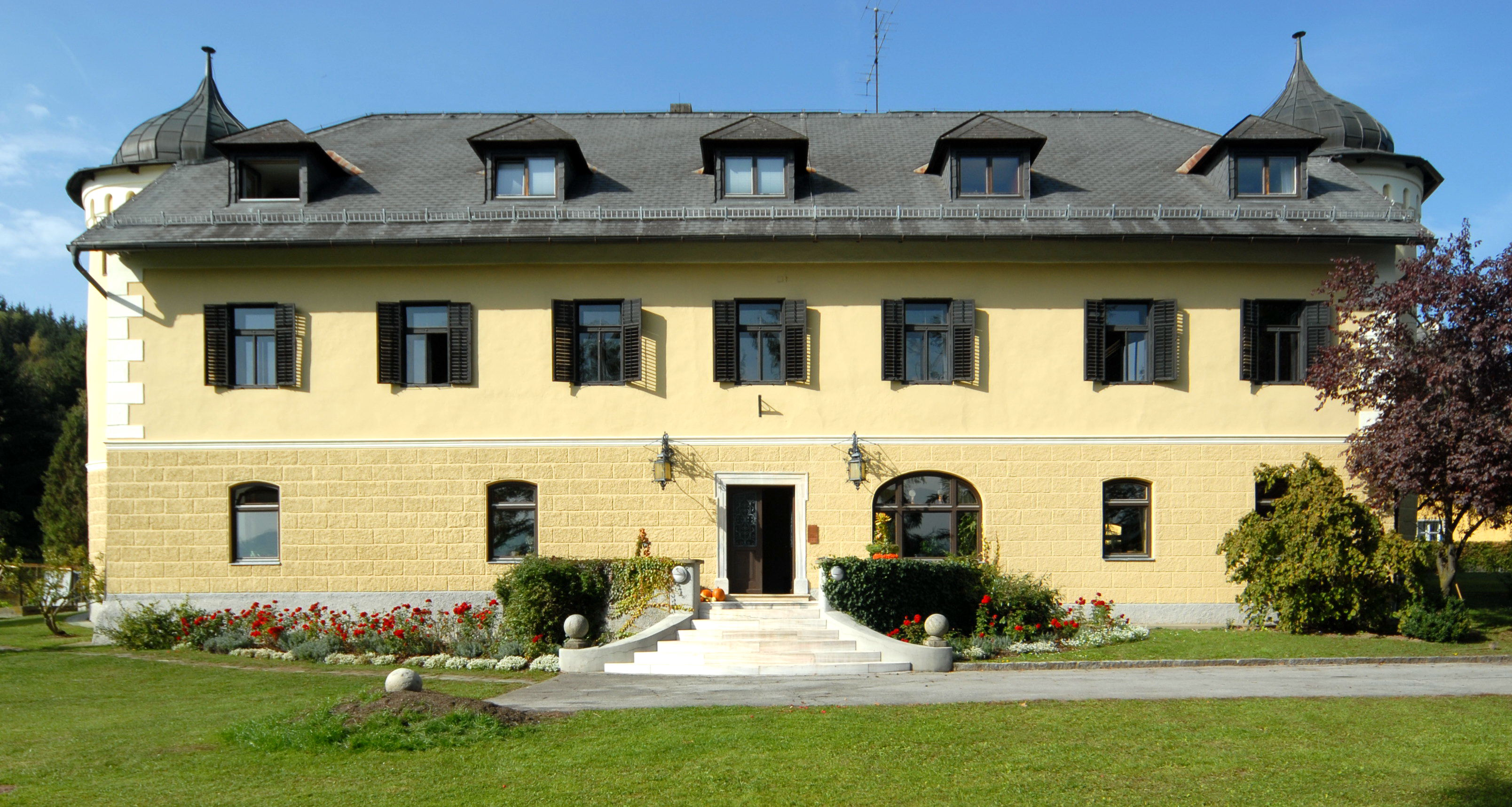
Schloss Hunnenbrunn

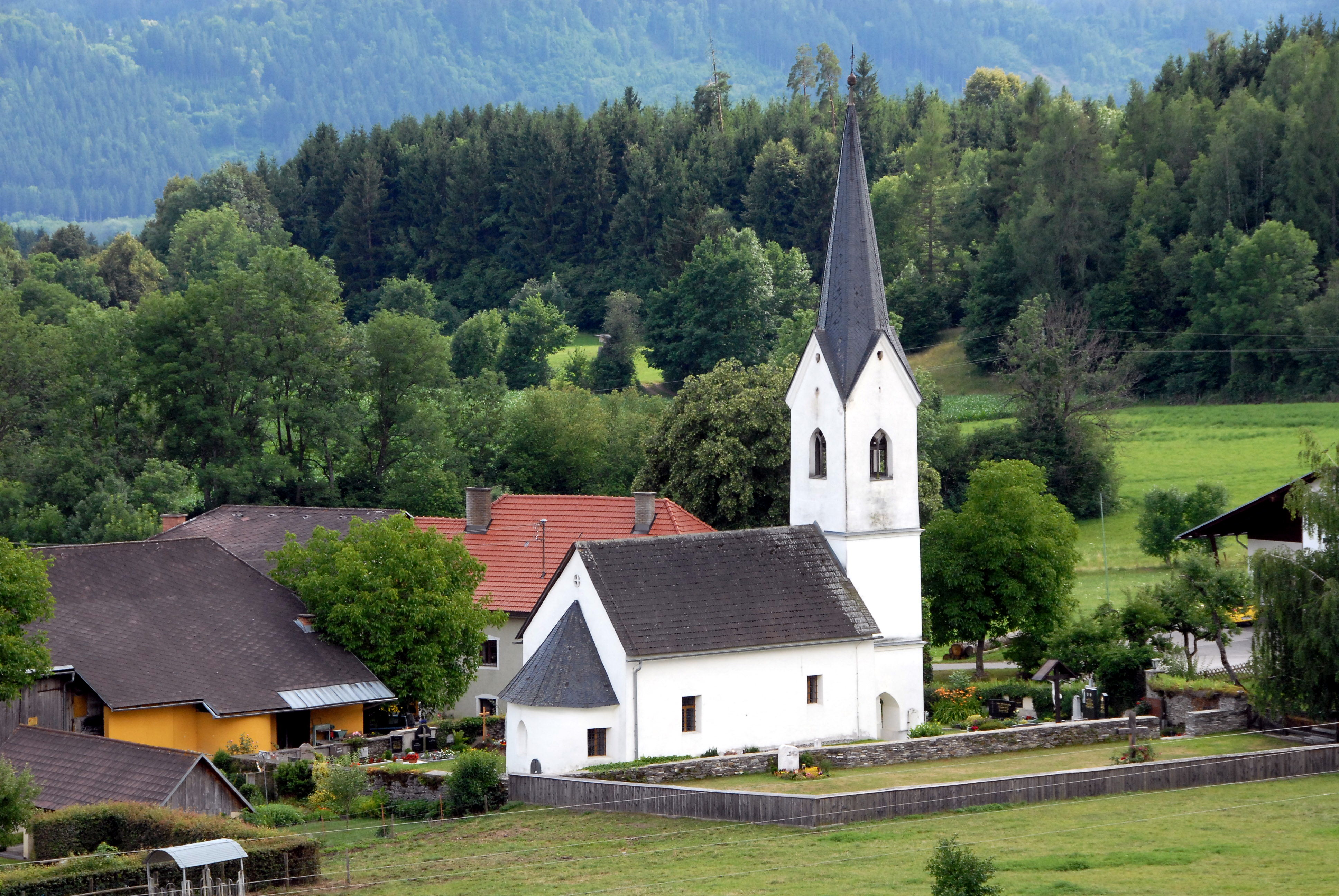
Treffelsdorf

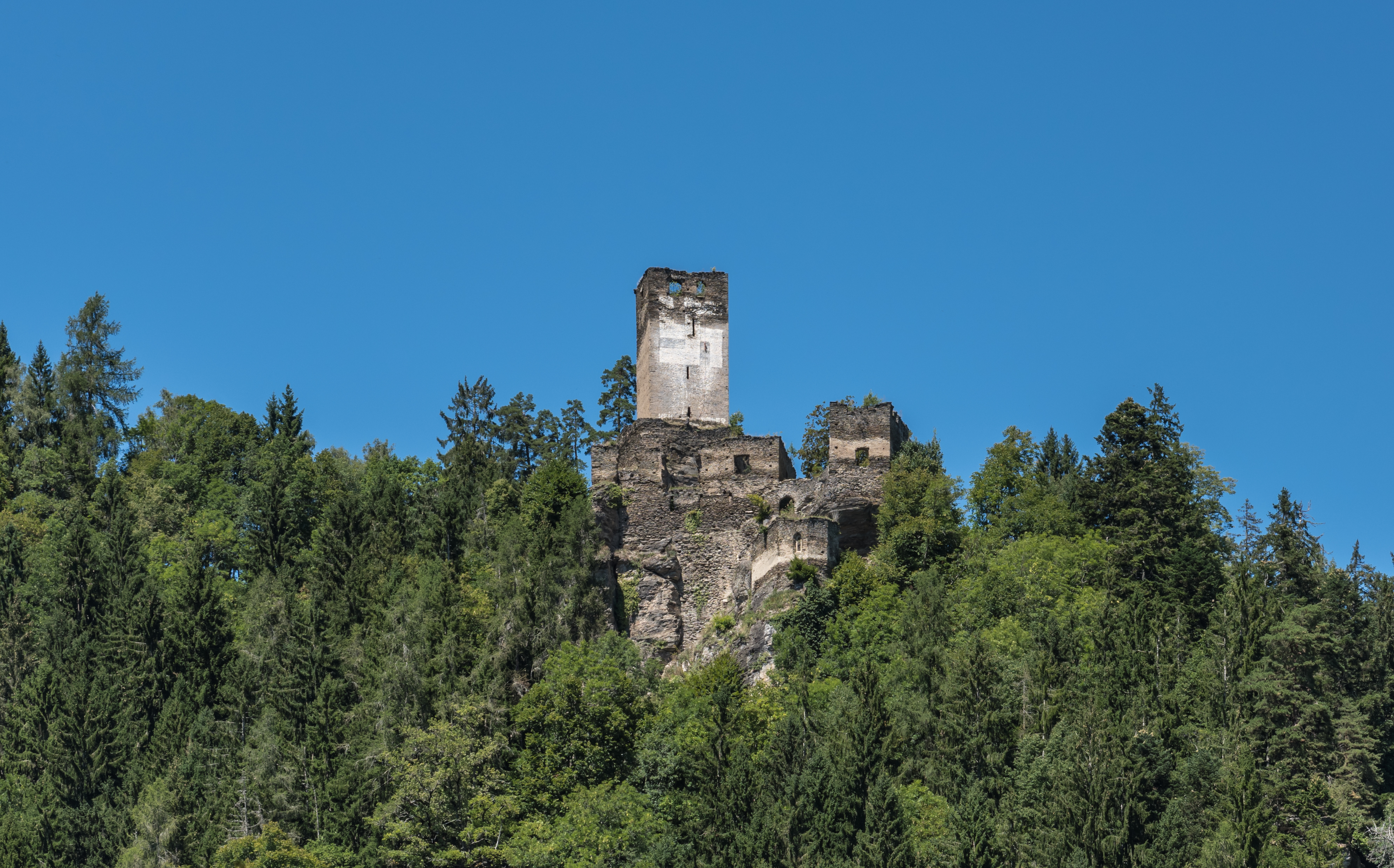
Schlossruine Hochkraig

- Frauenstein
- Dornhof
- Hunnenbrunn
- Pörlinghof
- Wimitzstein

### Ruinen
- Kraiger Schlösser (Hochkraig und Niederkraig)
- Nussberg
- Freiberg
- Pfannhof
- Schaumburg

### Kirchen
- Evangelische Kirche Eggen
- Filialkirche Lorenziberg auf dem Lorenziberg
- Katholische Filialkirche hl. Oswald, Nußberg
- Katholische Pfarrkirche Obermühlbach hl. Georg
- Propstei in Kraig
- Pfarrkirche Steinbichl hl. Nikolaus
- Wallfahrtskirche Hl. Dreifaltigkeit mit Grabmal von Arthur Lemisch, Landeshauptmann von Kärnten 1927–1931.

## Wirtschaft und Infrastruktur

### Wirtschaftssektoren
Die Gemeinde ist von Land- und Forstwirtschaft geprägt. Von den 163 Betrieben des Jahres 2010 waren 112 Nebenerwerbsbetriebe. Im Produktionssektor nahm die Anzahl der Betriebe von 2001 bis 2011 sowohl bei der Herstellung von Waren als auch im Baugewerbe zu. Dennoch sank die Anzahl der Beschäftigen im Bereich Warenherstellung um über fünfzig Prozent. Eine starke Zunahme der Erwerbstätigen im Dienstleistungssektor gab es im Handel, in Beherbergung und Gastronomie sowie bei freiberuflichen Dienstleistungen.
| Wirtschaftssektor            | Anzahl Betriebe | Anzahl Betriebe | Anzahl Betriebe | Erwerbstätige | Erwerbstätige | Erwerbstätige |
| Wirtschaftssektor            | 2021            | 2011            | 2001            | 2021          | 2011          | 2001          |
| ---------------------------- | --------------- | --------------- | --------------- | ------------- | ------------- | ------------- |
| Land- und Forstwirtschaft 1) | 91              | 163             | 180             | 107           | 121           | 111           |
| Produktion                   | 29              | 26              | 16              | 200           | 188           | 233           |
| Dienstleistung               | 284             | 191             | 64              | 490           | 272           | 163           |

1) Betriebe mit Fläche in den Jahren 2010 und 1999, Arbeitsstätten im Jahr 2021
| Im Jahr 2011 lebten 1730 Erwerbstätige in Frauenstein. Davon arbeiteten 330 in der Gemeinde und 1400 pendelten aus. Von der Umgebung kamen 251 Personen, um in Frauenstein zu arbeiten. Seit 2007 besitzt die Gemeinde ein neues Sportzentrum in Überfeld (Kraig). Der Tennisplatz wurde um einen vierten Platz erweitert, und ein Beachvolleyballplatz wurde errichtet. Im Landschaftsschutzgebiet Kraiger Schlösser liegt der private Kraiger See mit Strandbad, das von Mitte Mai bis Mitte September von der Gemeinde – mit Pachtvertrag von 2020 bis 2029 – betrieben wird. | Die zur Anzeige dieser Grafik verwendete Erweiterung wurde dauerhaft deaktiviert. Wir arbeiten aktuell daran, diese und weitere betroffene Grafiken auf ein neues Format umzustellen. (Mehr dazu) |

## Politik

### Gemeinderat
Der Gemeinderat besteht aus 23 Mitgliedern.
- Er setzte sich nach der Gemeinderatswahl 2015 wie folgt zusammen: 13 Gemeindeliste Frauenstein Liste Harald Jannach, 7 SPÖ, 3 Gemeinsam für Frauenstein.[9]
- Seit der Wahl 2021 hat er folgende Zusammensetzung: 15 Gemeindeliste Frauenstein Liste Harald Jannach, 6 SPÖ, 2 ÖVP.[10]

### Bürgermeister
Direkt gewählter Bürgermeister ist Harald Jannach (Gemeindeliste Frauenstein).

### Wappen
Das Wappen von Frauenstein zeigt „in Blau auf goldenem Dreiberg das goldene Schloss Frauenstein heraldisch leicht stilisiert, die Öffnungen schwarz“. Der Dreiberg, auf dem die Südfront des namensgebenden Schlosses im Wappen steht, ist in Wirklichkeit nicht vorhanden. Er symbolisiert die drei Altgemeinden Kraig, Obermühlbach und Schaumboden, aus der die heutige Gemeinde entstanden ist.
Wappen und Fahne wurden der Gemeinde am 26. Februar 1982 verliehen. Die Fahne ist Blau-Gelb mit eingearbeitetem Wappen.

## Persönlichkeiten

### Ehrenbürger
- Karl Berger (1940–2017), Bürgermeister von Frauenstein 1983–2015

### Söhne und Töchter der Gemeinde
- Johann Pötscher (vor 1700–1750), Bergbauer und Geheimprotestant
- Eduard Kampl (1836–1921), Grundbesitzer und Politiker
- Martin Wutte (1876–1948), Historiker
- Franz Bernthaler (1889–1945), Widerstandskämpfer
- Leo Murer (1940–1996), Sänger und Komponist

### Mit der Gemeinde verbundene Persönlichkeiten
- Raimund Ruhdorfer (1928–2014), Besitzer und Betreiber der Pension Kraigersee, Entdecker der Trinkwasserquelle auf Hochosterwitz, Leiter der Landwirtschaftskammer Kärnten in Villach
- Helga Berger (* 1972), Verwaltungsjuristin
- Harald Jannach (* 1972), Landwirt und Politiker (FPÖ), Abgeordneter zum Nationalrat 2008–2017